# 에밀 자이델
에밀 자이델(독일어: Emil Seidel, 1864년 12월 13일 ~ 1947년 6월 24일)은 1910년에서 1912년 사이에 밀워키 시장을 역임한 미국의 정치인이다. 미국 최초의 사회주의자 시장이었던 자이델은 1912년 미국 대통령 선거에 미국 사회당 부통령 후보로 출마하기도 했다.

## 어린 시절
펜실베이니아주 스퀼킬군 애시랜드읍에서 포메라니아 출신 독일인 이민자 가정의 아들로 태어났다. 1867년 위스콘신주로 이주한 그의 가족은 주의 수도 매디슨에 정착하기 전 처음에 프레리두신에서 살았다. 자이델의 부친 오토 자이델은 목수였고 모친 헨리에타 크놀 자이델은 주부였다.
자이델은 13세 까지만 학교 교육을 받고 이후 목각사로 일했다. 비록 학교는 중퇴했지만 일하면서도 공부를 계속하여 광범한 독서를 하였다. 19세 때 지역 목각사들의 노동조합을 시작하여 조합의 초대 간사가 되었다.
22세때 목각 기술을 연마하기 위해 독일 베를린으로 가서 6년간 주경야독했다.  자이델이 처음에 활동적인 사회주의자가 되었던 것이 이때였다.
1895년 루시 그레이슬과 결혼했으나 1924년 이혼했다.  부부는 유아기에 사망한 아들 루시어스와 딸 비올라를 두었다.

## 정치 경력

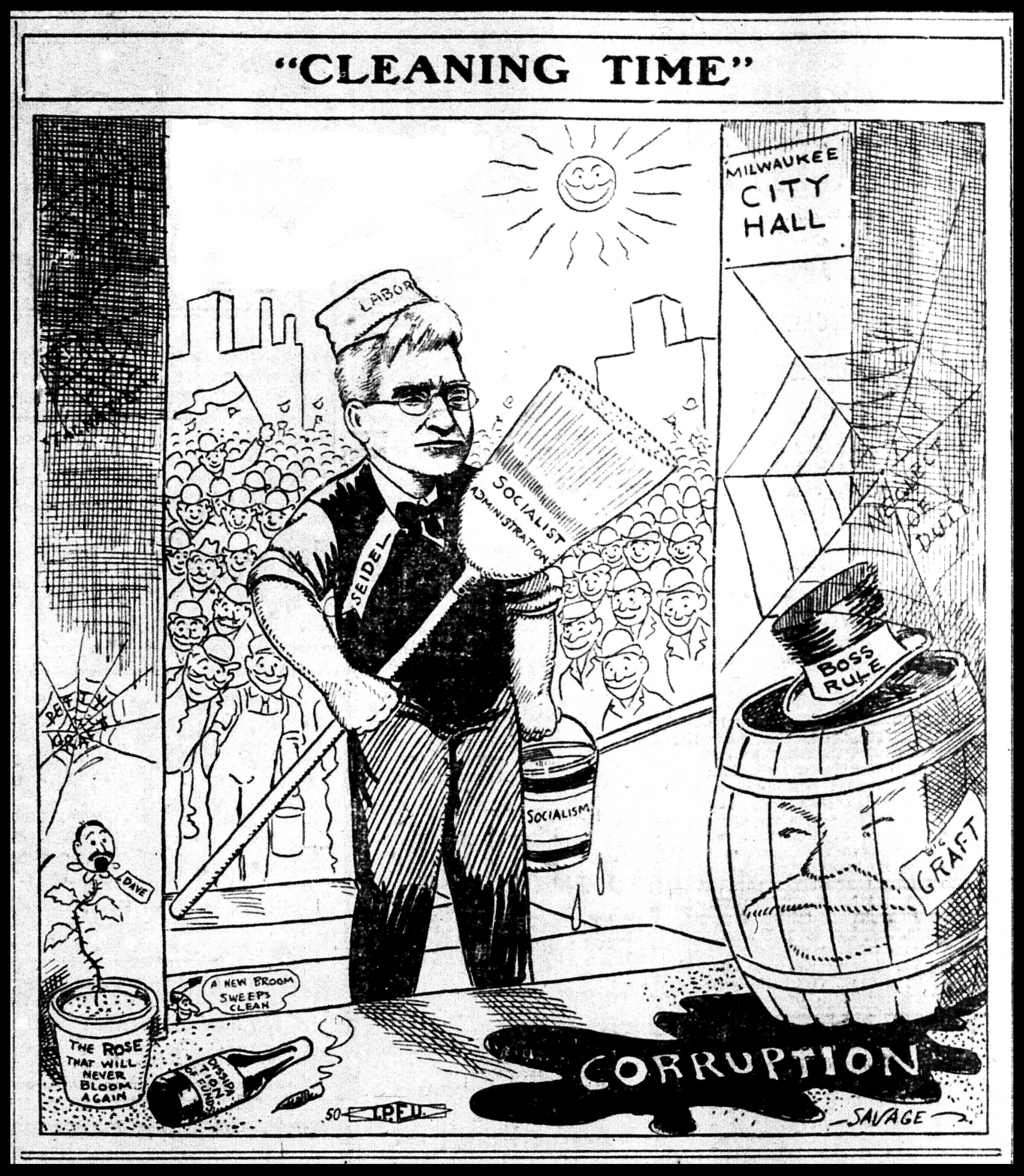
1910년 4월 밀워키의 새 시장이 된 자이델이 축하를 벌이는 것을 삽화한 사회주의 언론 만평

1892년 자이델이 미국으로 귀국했을 때 그는 사회주의노동당에 입당하였다.  자이델은 밀워키 제1당지부의 창립회원이었다.  그는 또한 패턴스 메이커 조합의 활동적인 회원이기도 했다.
이후에 자이델은 차례로 협동형제단 (1897년 설립), 미국 사회민주당 (1898년 설립)과 미국 사회당 (1901년)에 가입하였다. 워싱턴주에 잠시 머물었던 그는 1901년 가을에 지방 레드먼드 사회당지부의 초대 서기를 지냈다.
1904년 자이델은 밀워키의 시의회 의원으로서 선거에서 승리한 9명의 사회주의자들 중의 하나로 도시의 제20선거구에서 선출되었다.  그는  1908년 자신의 첫 선거 출마를 이루기 전에 그 직위에 2개의 기간을 지냈다.  1909년 그는 선거에서 시의회 의원으로 복귀되었다.  

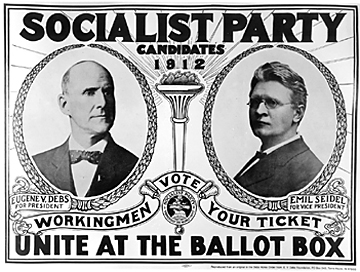
자이델이 유진 데브스의 러닝메이트로 출마했던 1912년 미국 대통령 선거의 캠페인 포스터

1910년 자이델은 밀워키의 시장으로 선출되어 미국에서 주요 도시의 첫 사회주의 시장이 되었다.  그의 행정부 동안 첫 공공사업부가 설립되고, 첫 소방·경찰청이 결성되었고 도시 공원 시스템이 생겨났다.  자이델은 법정의 엄격한 규제로 마을을 청소하고 매춘업소와 운동장들 (오늘날 카지노)을 패쇄하였다.  자신의 행정부 동안 자이델은 자신의 개인적 서기로서 유명한 미국의 시인이자 저자 칼 샌드버그를 고용하였다.  자이델의 사회주의 성향이 샌드버그를 밀워키로 끌어들였다.  
1912년 봄 재선을 위한 자신의 입찰에서 자이델은 그와 사회당원들을 꺾는 목적에 단 한명의 후보를 출마시킨 민주당과 공화당의 당의 연합을 향했다.  1910년보다 1912년에 더욱 많은 투표를 얻었음에 불구하고 자이델은 융합의 민주당-공화당 공천 후보에 지방 의사, 외과 교수이자 보건국장 거하드 A. 배딩에 의하여 꺾였다.
선거 패배로 시장직에서 물러난 자이델은 유진 데브스와 공천 후보에 미국의 부통령을 위한 사회당의 후보자로서 논리적인 선택이 되었다.  그 공천 후보는 1912년 미국 대통령 선거에서 901,551표로 총투표의 6 퍼센트를 얻었다.
1914년 자이델은 밀워키 시장으로서 재선을 이기려고 했으나 완패했다.  그는 1916년 도시 선거에서 시의원으로 복귀되었다.  그는 1918년 재선되어 1920년까지 직위에 남아있었다.
제1차 세계 대전의 반대자였던 자이델은 전쟁 노력에 자금을 조달하는 도움을 주는 데 밀워키의 특권 증서 매입에 대항하는 투표를 했다.   그는 또한 제안된 밀워키 "충성 조례"의 노골적인 상대였다.  과열된 전시 정치적 분위기에 반전 운동의 정치적 탄압으로 얼룩진 자이델은 호리콘에서 자신의 연설에 이어 거기에서 1917년 11월 12일 자신이 체포되었을 때 법을 어겼다.  "공격을 유발하거나 연설 중 평화 위반하는 경향"으로 기소된 그는 50 달러의 벌금을 물었다.
1932년 자이델은 위스콘신주 연방 상원에서 의석을 위하여 출마하여 투표의 6 퍼센트를 얻었다.  1932년부터 1936년까지 그는 밀워키 시의원으로서 최종 4년 동안 복역했다.

## 이후의 세월
1930년대 중반에 자이델은 정치 생활로부터 퇴직하였다.  그는 밀워키의 주민으로 남아 도시의 북서부에 살며 그림을 그리고, 음악을 작곡하고, 시를 창조하고 자신의 자서전을 쓰는 자신의 시간을 통과하였다.

## 사망과 유산
심장 질환으로 인한 합병증에 관련된 몇달간 질병에 이어 자이델은 1947년 6월 24일 밀워키에서 사망하였다.  향년 82세.
자이델의 출판되지 않은 회고록들은 마이크로필름에 학자들이 이용할 수 있는 매디슨의 위스콘신 역사 사회에 있다.

## 역대 선거 결과
| 선거명      | 직책명                    | 대수 | 정당        | 득표율 | 득표수 (선거인단) | 결과 | 당락             |
| ----------- | ------------------------- | ---- | ----------- | ------ | ----------------- | ---- | ---------------- |
| 1902년 선거 | 위스콘신 주지사           | 20대 | 미국 사회당 | 4.37%  | 15,970표          | 3위  | 낙선             |
| 1908년 선거 | 밀워키 시장               | 35대 | 미국 사회당 | 33.46% | 20,902표          | 2위  | 낙선             |
| 1910년 선거 | 밀워키 시장               | 36대 | 미국 사회당 | 46.50% | 27,622표          | 1위  | 밀워키 시장 당선 |
| 1912년 선거 | 밀워키 시장               | 37대 | 미국 사회당 | 41.22% | 30,272표          | 2위  | 낙선             |
| 1912년 선거 | 미국의 부통령             | 28대 | 미국 사회당 | 5.99%  | 901,551표 (0명)   | 4위  | 낙선             |
| 1914년 선거 | 밀워키 시장               | 37대 | 무소속      | 43.60% | 29,122표          | 2위  | 낙선             |
| 1914년 선거 | 상원의원 (위스콘신 제3부) | 64대 | 미국 사회당 | 9.67%  | 29,774표          | 3위  | 낙선             |
| 1918년 선거 | 위스콘신 주지사           | 23대 | 미국 사회당 | 17.35% | 57,523표          | 3위  | 낙선             |
| 1932년 선거 | 상원의원 (위스콘신 제3부) | 73대 | 미국 사회당 | 6.14%  | 65,807표          | 3위  | 낙선             |